# Fred T. Hunt Memorial Award
Fred T. Hunt Memorial Award – nagroda przyznawana każdego sezonu w lidze American Hockey League zawodnikowi, który wykazywał się największą wytrwałością, uczciwą grą i poświęceniem. Laureat nagrody jest wybierany przez zawodników i członków mediów skupionych wokół American Hockey League. Trofeum zostało nazwane od imienia i nazwiska Freda T. Hunta zawodnika, głównego managera i dyrektora drużyny Buffalo Bisons, który zdobył w całej swojej karierze sześć razy Puchar Caldera. Pierwsza nagroda była ufundowana przez zespół Buffalo Sabres.

## Lista nagrodzonych
- 2015–2016 – Tom Kostopoulos, Wilkes-Barre/Scranton Penguins[1]
- 2014–2015 – Jeff Hoggan, Grand Rapids Griffins
- 2013–2014 – Jake Dowell, Iowa Wild
- 2012–2013 – Brandon Davidson, Oklahoma City Barons
- 2011–2012 – Chris Minard, Grand Rapids Griffins
- 2010–2011 – Bryan Helmer, Oklahoma City Barons
- 2009–2010 – Casey Borer, Albany River Rats
- 2008–2009 – Ajay Baines, Iowa Chops
- 2007–2008 – Jordan Sigalet, Providence Bruins
- 2006–2007 – Mike Keane, Manitoba Moose
- 2005–2006 – Mark Cullen, Norfolk Admirals
- 2004–2005 – Chris Taylor, Rochester Americans
- 2003–2004 – Ken Gernander, Hartford Wolf Pack
- 2002–2003 – Chris Ferraro, Portland Pirates i Eric Healey, Manchester Monarchs
- 2001–2002 – Nathan Dempsey, St. John’s Maple Leafs
- 2000–2001 – Kent Hulst, Portland Pirates/Providence Bruins
- 1999–2000 – Randy Cunneyworth, Rochester Americans
- 1998–1999 – Mitch Lamoureux, Hershey Bears
- 1997–1998 – Craig Charron, Rochester Americans
- 1996–1997 – Steve Passmore Hamilton Bulldogs
- 1995–1996 – Ken Gernander, Binghamton Rangers
- 1994–1995 – Steve Larouche, Prince Edward Island Senators
- 1993–1994 – Jim Nesich, Cape Breton Oilers
- 1992–1993 – Tim Tookey, Hershey Bears
- 1991–1992 – John Anderson, New Haven Nighthawks
- 1990–1991 – Glenn Merkosky, Adirondack Red Wings
- 1989–1990 – Murray Eaves, Adirondack Red Wings
- 1988–1989 – Murray Eaves, Adirondack Red Wings
- 1987–1988 – Bruce Boudreau, Springfield Indians
- 1986–1987 – Glenn Merkosky, Adirondack Red Wings
- 1985–1986 – Steve Tsujiura, Maine Mariners
- 1984–1985 – Paul Gardner, Binghamton Whalers
- 1983–1984 – Claude Larose, Sherbrooke Jets
- 1982–1983 – Ross Yates, Binghamton Whalers
- 1981–1982 – Mike Kaszycki, New Brunswick Hawks
- 1980–1981 – Tony Cassolato, Hershey Bears
- 1979–1980 – Norm Dube, Nova Scotia Voyageurs
- 1978–1979 – Bernie Johnston, Maine Mariners
- 1977–1978 – Blake Dunlop, Maine Mariners